# Polo geográfico

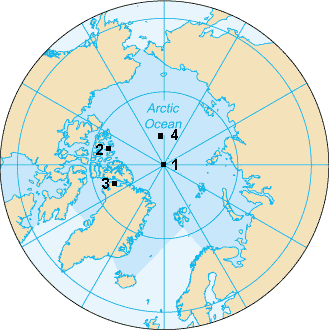
"Polos norte":
1: Geográfico
2: Magnético
3: Geomagnético
4: De inaccesibilidad (Oceánico).

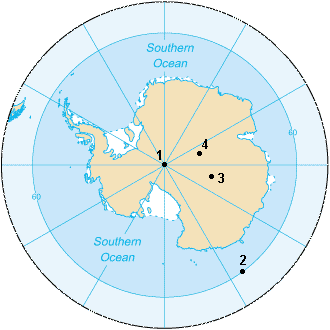
"Polos sur":
1: Geográfico
2: Magnético
3: Geomagnético
4: De inaccesibilidad (Continental).

Los polos geográficos son los dos puntos de la superficie de un cuerpo rotativo (planeta, planeta enano, satélite natural, esfera u otro cuerpo rotatorio) que son atravesados por el eje de rotación. El polo norte geográfico de un cuerpo se encuentra a una latitud geográfica de 90 grados al norte del ecuador, mientras que el polo sur geográfico se encuentra a 90 grados al sur del ecuador. Al ser los puntos donde coinciden todos los meridianos, los polos no tienen longitud geográfica.
En el caso de la esfera terrestre, la cual  es atravesada por el eje terrestre, al polo situado en el extremo norte se le llama polo norte, boreal o ártico y al situado en el extremo sur polo sur, meridional o antártico.
Las latitudes polares son las situadas por encima (en términos de latitud) de los círculos polares; donde se sitúan las regiones polares, que coinciden a grandes rasgos con la denominada zona fría o de clima frío en climatología.
Es posible que los polos geográficos "se desplacen" un poco en forma relativa a la superficie del cuerpo a causas de perturbaciones en la rotación. Los polos norte y sur físicos reales de la Tierra varían cíclicamente de posición unos pocos metros a lo largo de un período de unos pocos años. Este fenómeno es distinto de la denominada precesión de los equinoccios de la Tierra, en el cual el ángulo del planeta (tanto el eje como su superficie, moviéndose al unísono) varía lentamente a lo largo de periodos del orden de decenas de miles de años.
Debido a que la cartografía precisa de coordenadas exactas e invariables, se definen polos cartográficos que son puntos fijos sobre la Tierra u otro cuerpo rotante en la ubicación aproximada de la zona en la que se desplazan y varían los polos geográficos. Estos polos cartográficos son los puntos donde se interceptan los grandes círculos de longitud.
No se deben confundir los polos geográficos y los polos cartográficos con los polos magnéticos, que pudiera tener un planeta u otro cuerpo.